# Eric Jamili
Eric Jamili (ur. 20 maja 1977 r. w Silay) – filipiński bokser, były mistrz świata WBO w kategorii słomkowej.

## Kariera zawodowa
Jako zawodowiec zadebiutował 11 lutego 1995 r., remisując w debiucie. Do września 1997 r. stoczył 16 walk, z których 10 wygrał 5 przegrał i 1 zremisował, zdobywając pas WBO Inter-Continental w wadze słomkowej. 19 grudnia 1997 r. zmierzył się z Brytyjczykiem Mickeyem Cantwellem, w walce o wakujące mistrzostwo świata WBO. Jamili zwyciężył przez techniczny nokaut w 8. rundzie i zdobył mistrzostwo. 30 maja 1998 r., Jamili przystąpił do pierwszej obrony. Jego rywalem był Kolumbijczyk Kermin Guardia, były pretendent do mistrzostwa świata. Jamili utracił tytuł, przegrywając przez techniczny nokaut w 5. rundzie.
27 marca 1999 r. doszło do rewanżu z Guardią. Kolumbijczyk zwyciężył jednogłośnie na punkty (110-117, 110-116, 110-116), chociaż był na deskach w rundzie 4. i 9. Już w następnej walce, 29 maja otrzymał kolejną szansę walki o mistrzostwo świata. Jamili zmierzył się z Zolanim Petelo w pojedynku o pas IBF. Filipińczyk przegrał przez nokaut w 1. rundzie. Ostatnią walkę stoczył 18 stycznia 2003 r., przegrywając przez techniczny nokaut w 3. rundzie z przyszłym mistrzem świata, Hugo Fidelem Cázaresem.